# Helmut Grunsky
Helmut Grunsky (Aalen, 11 luglio 1904 – Würzburg, 5 giugno 1986) è stato un crittografo e matematico tedesco.
Introdusse il teorema di Grunsky e le disuguaglianze di Grunsky, dal quale presero il suo nome.

## Biografia
Nel 1936 fu nominato redattore di Jahrbuch über die Fortschritte der Mathematik. Nel 1939 fu costretto a lasciare questa posizione dopo che Ludwig Bieberbach lo accusò.
Entrò nel Partito nazista il 1º aprile 1940, anche se non gli è piaciuto molto. Ha pubblicato alcune opere nella rivista Deutsche Mathematik. Dal 1949 fu privatdozent presso l'Università di Tubinga; In seguito, fu professore presso l'Università di Mainz e presso l'Università di Würzburg.